# New Village (Micoud)
New Village es una localidad de Santa Lucía que forma parte del distrito de Micoud.